# 사사코제니퍼유카
사사코제니퍼유카(笹子・ジェニファー・由香) 미디어 믹스 프로젝트 「D4DJ」의 등장 인물로, 유닛 「Peaky P-key」의 멤버.
CV:코이즈미 모에카

## 인물
VJ담당으로, PeakyP-key의 분위기 메이커.사진이 취미로 '최고의 순간'을 찾던 중 히비키코를 만나 유닛 가입에 이르렀다.명랑 쾌활하고 누구에게나 상냥하게 대하는 성격
취미인 사진으로는 개인전을 열거나 그 길의 대가로부터 인정받는 등 상당한 솜씨.시의 센스도 있고, 개인전의 사진에 붙인 시는 히비키코들을 으르렁거리게 할 정도. 그것도 있어서인지 Peaky P-key의 작사를 담당하기도.그 예술 센스가 VJ 활동에서도 활용되고 있다. 그러나, 화장등은 그다지 해오지 않아서인지 서투른 것 같다.쿄코와는 입학하고 첫 등교 때 쿄코가 곤란해 하는 사람을 돕고 있고, 유카는 그 「최고의 순간」의 하나를 사진에 담고 있었기 때문에, 쿄코와 둘이서 지각하고, 클래스도 함께여서 그런지 의기투합하고 있다. 그리고 '최고의 순간'을 볼 수 있을지도 모른다는 이유로 히비키의 'DJ의 빈 찾기'에 협력하고 있다. (Peaky P-key의 코미컬라이즈 참조)
본가는 헬스클럽을 운영하고 있으며 단골로 와 있는 포톤 메이든의 의상기나 머미디의 달리아와는 사이가 좋다.그르미크 스토리에서도 단련된 근육을 자랑하는 장면이 많이 나온다.또한 이들은 제니라고 부른다.

## 애니메이션
애니메이션 「First Mix」에서는, 린크가 주목하고 있는 유닛 Peaky P-key로서 빨리 등장.
「제니와 에곤의 VJ강좌」로서 VJ의 입문 동영상을 전달하고 있었다.그 후 린쿠와 대면했을 때는, 헬스클럽이 친정이라는 설정이 반영되어, 엄청난 복근을 보여주었다.
그 복근을 사진이나 동영상으로 전달하고 있어, 인기를 누리고 있는 모양(한편으로 시노부는 기가 막힌 기미였다)